# Pollo Tropical
A Pollo Tropical é uma cadeia de restaurantes e franquias com sede no sul da Flórida, especializada em comida inspirada na culinária latino-caribenha e floribenha. Fundada em 1988, a cadeia tem sua sede em Doral, Flórida. É mais conhecida pelo frango marinado e grelhado e por vários acompanhamentos, incluindo feijão preto e arroz, porco assado mojo e muito mais.

## História
O Pollo Tropical foi fundado em 1988 por dois irmãos de Miami, Larry e Stuart Harris. A receita do frango foi o resultado do estudo de Larry sobre livros de receitas da culinária latino-americana e da realização de experimentos na churrasqueira de seu quintal para aperfeiçoar a marinada. Desde o início, a estratégia do restaurante era grelhar o frango marinado na vista dos clientes. Não havia itens pré-cozidos e pré-embalados no cardápio nem fornos de micro-ondas. Em 1993, a empresa tinha oito lojas e abriu seu capital. Abriu 19 estabelecimentos em um ano, incluindo os de Nova Iorque, Chicago, Atlanta e Tampa. A maioria dos novos estabelecimentos fechou em um ano após a abertura. Em 1998, o Pollo Tropical foi vendido para o Carrols Restaurant Group, que era e é o maior franqueado do Burger King nos Estados Unidos. Depois de um período de rápida expansão, havia sessenta e nove locais de propriedade da empresa e vários franqueados nas regiões da América Latina e do Caribe.
Em 1995, o primeiro Pollo Tropical em Porto Rico foi inaugurado em Mayagüez, Porto Rico.
O Pollo Tropical é agora uma subsidiária do Fiesta Restaurant Group, Inc., que foi desmembrado do Carrols Restaurant Group em 2012. O Fiesta é proprietário, opera e franqueia a marca de restaurantes Pollo Tropical. Sua sede está localizada em Doral desde 2017. Atualmente, a empresa é proprietária e opera mais de 140 locais em toda a Flórida, além de cinco restaurantes licenciados em campi universitários e 32 locais franqueados em todo o Caribe, América Central, América do Sul e Porto Rico.

## Conceitos gastronômicos
Além do frango grelhado no fogo, o restaurante oferece outros alimentos regionais, como Mojo Roast Pork, arroz, feijão, Cheesy Yuca Bites e Plantains. Em 2018, a empresa começou a oferecer frango frito, além de sua receita tradicional grelhada no fogo.